# Crocidium costilabre
Crocidium costilabre är en tvåvingeart som beskrevs av Hesse 1963. Crocidium costilabre ingår i släktet Crocidium och familjen svävflugor. Inga underarter finns listade i Catalogue of Life.